# Casco Antiguo (Séville)
Pour les articles homonymes, voir Casco Antiguo.
Le Centre historique (en espagnol, Casco Antiguo) est un des onze arrondissements administratifs de la ville de Séville, en Espagne.

## Situation
Situé au centre de la ville, il est limité au nord par les rues Resolana et Muñoz León qui le séparent de l'arrondissement de Macarena, à l'est par la ronda de Capuchinos et la rue Marie Auxiliatrice qui le séparent de l'arrondissement de San Pablo-Santa Justa puis par la rue Recaredo et l'avenue Menéndez Pelayo qui le séparent de celui de Nervión. Il forme ensuite une pointe vers le sud avec, au sud-est, les avenues du Cid et de Marie-Louise qui le séparent de l'arrondissement du Sud et, au sud-ouest, de celui de Los Remedios et le canal Alphonse-XIII. Sa limite ouest longe le canal et Triana.

## Démographie
Sa population est de 56 206 habitants.

## Quartiers

Carte des quartiers du Centre historique.

Le Centre historique est formé de douze quartiers :
- Alfalfa (4 197 habitants)
- El Arenal (3 798 habitants)
- Encarnación-Regina (4 168 habitants)
- Feria (5 363 habitants)
- Museo (5 571 habitants)
- San Bartolomé (3 837 habitants)
- San Gil (6 596 habitants)
- San Julián (6 236 habitants)
- San Lorenzo (4 152 habitants)
- San Vicente (5 301 habitants)
- Santa Catalina (4 168 habitants)
- Santa Cruz (2 819 habitants)[2]